# Wilhelm Carl von Rothschild
Wilhelm Carl von Rothschild (né le 16 mai 1828 à Francfort-sur-le-Main ou le 10 mai 1828 à Naples - mort le 25 janvier 1907 à Francfort-sur-le-Main) est un banquier et un mécène membre de la Famille Rothschild. Avec sa mort, s'éteint la lignée masculine de la branche allemande de la famille. La banque fondée par son grand-père Mayer Amschel Rothschild M.A. von Rothschild & Söhne a alors été liquidée.

## Biographie
Rothschild est le troisième des quatre fils de Carl Mayer von Rothschild, lui-même le quatrième des cinq fils de Mayer Amschel Rothschild, et de sa femme Adelheid Hertz.
À la mort de son oncle Amschel Mayer, il reprend en 1855 avec son frère Mayer Carl les rênes de la maison-mère M. A. von Rothschild & Söhne située dans la Fahrgasse.
Conformément à la tradition familiale, Rothschild est un juif pieux. Il rejette la réforme juive représentée par le rabbin libéral Leopold Stein et soutient les orthodoxes de la communauté israélite de Francfort.  Tandis qu'en 1851 une partie des orthodoxes se scinde et fonde la Société religieuse israélite, Rothschild reste fidèle à sa communauté mais soutient la nomination du rabbin orthodoxe Samson Raphael Hirsch et la construction d'une synagogue pour la société religieuse en la finançant largement.
En 1849, il épouse Hannah Mathilde von Rothschild, la deuxième fille de son cousin Anselm Salomon von Rothschild issue de la branche autrichienne de la famille. Le couple a trois filles dont l'aînée Georgine Sara née en 1851 meurt en 1869 à Baden-Baden. À sa mémoire, ses parents créent un hôpital pour enfants : la Georgine Sara von Rothschildsche Stiftung. La seconde fille, Adelheid von Rothschild (1853–1935), épouse Edmond de Rothschild en 1877, un cousin de son père de la branche parisienne de la famille. La plus jeune des filles, Minna Karoline (Minka) (1857–1903), épouse en 1878 le banquier Maximilian Benedict Goldschmidt (1843–1940). Celui-ci adopte le nom de Goldschmidt-Rothschild en 1878, et est anobli -avec le titre de baron- en 1903, par l'Empereur d'Allemagne Guillaume II. Le nom de Rothschild restera ainsi présent à Francfort jusqu'en 1940, année de la mort de Maximilian Benedict von Goldschmidt-Rothschild dans son palais de Bockenheimer Landstrasse, où les Nazis, après avoir confisqué ses biens, l'avaient autorisé à conserver une chambre.
Après la mort de son frère, Wilhelm Carl von Rothschild possède toutes les parts de la maison mère. Étant donné qu'il n'a eu aucun descendant masculin, son gendre, conformément à la tradition familiale, ne peut pas reprendre les rênes de la banque et doit la liquider. Les affaires sont reprises par la Société d'escompte de Berlin dont naîtra plus tard la Deutsche Bank.